# Mohamed Hédi Chérif
Mohamed Hédi Chérif (arabe : محمد الهادي الشريف), né le 23 juillet 1932 à Tunis et mort le 23 janvier 2021, est un historien et universitaire tunisien spécialiste de la Tunisie moderne et contemporaine.

## Biographie
Après des études au Collège Sadiki et à l'École pratique des hautes études, il obtient son agrégation d'histoire en 1963 à Paris puis son doctorat d'État de la Sorbonne en 1979. Spécialiste de l'époque moderne et contemporaine, il est chercheur au Centre national de la recherche scientifique entre 1970 et 1974 puis professeur d'histoire à la faculté des sciences humaines et sociales de Tunis, dont il a été le doyen entre 1987 et 1990, durant plus de trente ans.
Professeur émérite à l'université de Tunis, il est membre du conseil tunisien de la recherche scientifique et technologique, membre fondateur de l'Académie tunisienne des sciences, des lettres et des arts et professeur visiteur dans plusieurs universités maghrébines, arabes et européennes. Il a également occupé les postes de coordinateur de la commission de microfilmage des fonds relatifs à la Tunisie au ministère français des Affaires étrangères, pour le compte du gouvernement tunisien, de directeur du département d'histoire au Centre d'études et de recherches économiques et sociales et de rédacteur en chef de la revue Les Cahiers de Tunisie.
L'un des fondateurs du Syndicat général de l'enseignement supérieur et de la recherche scientifique relevant de l'Union générale tunisienne du travail, il est membre de jurys de recrutement pour les différents niveaux de l'enseignement supérieur en Tunisie et des comités de rédaction de plusieurs revues académiques. En 1987, il est nommé membre du comité tunisien d'attribution du prix des lettres et des arts du ministère des Affaires culturelles.
Ses études sur la Tunisie sous la dynastie husseinite en ont fait une référence dans ce domaine.  

## Distinctions
En février 2023, la faculté des sciences humaines et sociales de Tunis lui rend hommage en attribuant son nom à l'un de ses amphithéâtres, en reconnaissance pour l'ensemble de sa production académique.

## Décorations
- Officier (1969)[8] puis commandeur (1971)[9] de l'Ordre de la République tunisienne ;
- Troisième classe de l'Ordre tunisien du Mérite (1992)[10] ;
- Commandeur de l'Ordre tunisien de l'Indépendance (2013)[11] ;
- Chevalier de l'Ordre tunisien du Travail[12].

## Vie privée
Mohamed Hédi Chérif est marié à l'écrivaine tunisienne Nafila Dhahab.

## Principales publications
- (ar) تاريخ تونس : من عصور ما قبل التاريخ إلى الإستقلال [« Histoire de la Tunisie : de la Préhistoire à l'indépendance »], Tunis, Cérès,‎ 1980 (réimpr. Tunis, Cérès, 2023).
- Pouvoir et société dans la Tunisie de H'usayn Bin Ali (1705-1740), t. 1, Tunis, Université de Tunis, 1984 (réimpr. Tunis, Centre de publication universitaire, 2008).
- Pouvoir et société dans la Tunisie de H'usayn Bin Ali (1705-1740), t. 2, Tunis, Université de Tunis, 1986 (réimpr. Tunis, Centre de publication universitaire, 2008).
- Histoire générale de l'Afrique, t. VI : L'Afrique au XIXe jusque vers les années 1880, Paris, Unesco, 1996, 936 p. (ISBN 978-92-3-201712-3, lire en ligne) (ouvrage collectif).
- Histoire générale de l'Afrique, t. V : L'Afrique du XVIe au XVIIIe siècle, Paris, Unesco, 1999, 1045 p. (ISBN 978-92-3-201711-6, lire en ligne) (ouvrage collectif).
- Individu et pouvoir dans les pays islamo-méditerranéens, Paris, Maisonneuve et Larose, 2009 (EAN 9782706820052) (sous la dir. de).